# Second concile de Beaugency
Le second concile de Beaugency est un concile qui se tient au Moyen Âge, au milieu du XIIe siècle, dans la ville de Beaugency (Orléanais, actuel département du Loiret).

## Description
Convoqué au Moyen Âge central le 21 mars 1152, dans l'abbatiale de Beaugency, le second concile de Beaugency prononce la nullité du mariage entre le roi de France Louis VII et Aliénor d'Aquitaine pour cause de consanguinité.